# 陆国强
陸國強（1962年8月—），男，漢族，浙江杭州人，法學博士。1984年8月參加工作，1985年11月加入中國共產黨。曾任中央档案馆馆长、国家档案馆馆长。

## 生平
曾任浙江省杭州市委組織部調研室副主任主任，中國共產黨中央委員會組織部研究室（政策法規局）處長、副主任（副局長），中組部幹部三局副局長、巡視員。2015年3月調任中共中央辦公廳，曾任中央辦公廳法規局長、督促檢查室主任。2020年5月，任中央檔案館館長。2020年6月，任國家檔案局局長。2023年8月不再担任。